# Купирєв Олексій Вікторович
Олексі́й Ві́кторович Ку́пирєв (14 квітня 1975 — 8 березня 2022, Маріуполь, Донецька область, Україна) — український боксер-любитель, рефері та тренер з боксу. Чемпіон Європи з боксу серед молоді. Загинув внаслідок обстрілу під час російського вторгнення до України 2022 року.

## Життєпис
Олексій Купирєв народився 14 квітня 1975 року. Подавав великі надії у ринзі, був чемпіоном Європи з боксу серед молоді. Боксерську кар'єру закінчив рано, після чого вирішив стати рефері. Був суддею міжнародної категорії. Здобув ліцензію рівня I зірки Міжнародної боксерської асоціації (IBA).
Після початку російського вторгнення до України 2022 року залишився в Маріуполі, де мешкав з родиною.

## Дивіться також
- Список українських спортсменів, тренерів і функціонерів, що загинули під час Революції гідності чи внаслідок російської агресії в Україні